# Jérémy Lecroq
Jérémy Lecroq (7 de abril de 1995) es un ciclista francés, miembro del equipo Saint Michel-PREFERENCE HOME-Auber93.

## Palmarés
2018
- Gran Premio Villa de Lillers

## Resultados en Grandes Vueltas
| Carrera | Carrera         | 2017 | 2018 | 2019 | 2020 | 2021 | 2022  | 2023 | 2024 |
| ------- | --------------- | ---- | ---- | ---- | ---- | ---- | ----- | ---- | ---- |
|         | Giro de Italia  | —    | —    | —    | —    | ―    | ―     | —    | —    |
|         | Tour de Francia | —    | —    | —    | —    | —    | 125.º | ―    | ―    |
|         | Vuelta a España | ―    | ―    | —    | —    | —    | —     | —    | —    |

—: no participa
Ab.: abandono